# Referéndum constitucional de Armenia de 2015

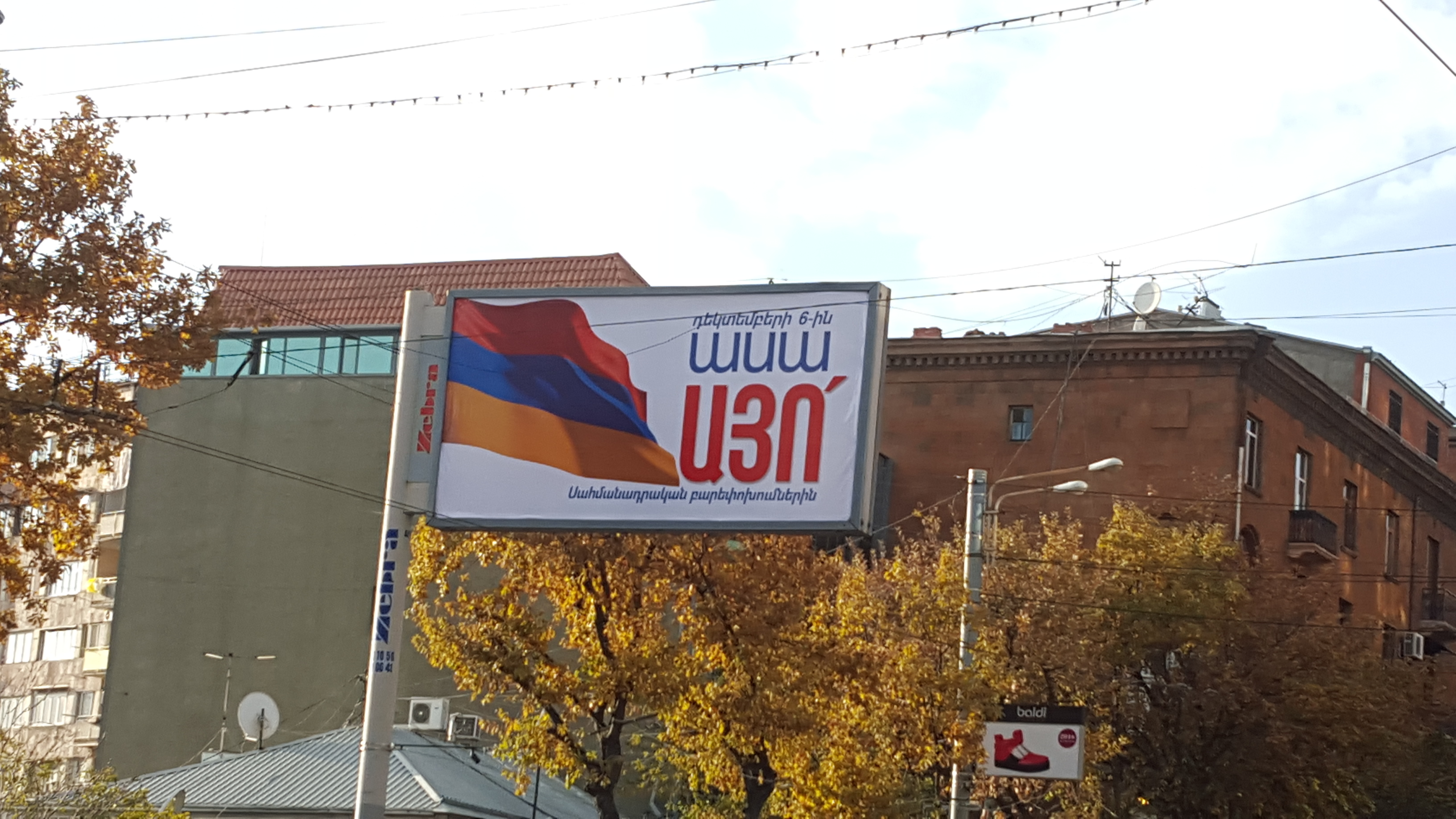
Referéndum constitucional de Armenia de 2015

El referéndum constitucional de Armenia de 2015 (armenio: Հայաստանի սահմանադրական բարեփոխումների հանրաքվե Hayastani sahmanadrakan barep’vokhumneri hanrak’ve) fue realizado en ese país el domingo 6 de diciembre de 2015. Las enmiendas propuestas a la Constitución cambiarían el país de tener un sistema semipresidencial a ser una república parlamentaria. El plebiscito fue aprobado con el 66,2% de los votantes que apoyan. La participación electoral fue del 50,8%, pasando el umbral de 33% para validar los resultados.
Los opositores a la nueva Constitución, que consideró como una forma del presidente Serzh Sargsyan para retener el poder después del final de su segundo y último mandato, alegaron que la violencia, la coacción y el fraude electoral se utilizan para asegurar el voto.

## Resultados
Sí: 66,20% No: 33,80%
- Datos: Q21117121
- Multimedia: Armenian constitutional referendum, 2015 / Q21117121